# Husinec u Řeže

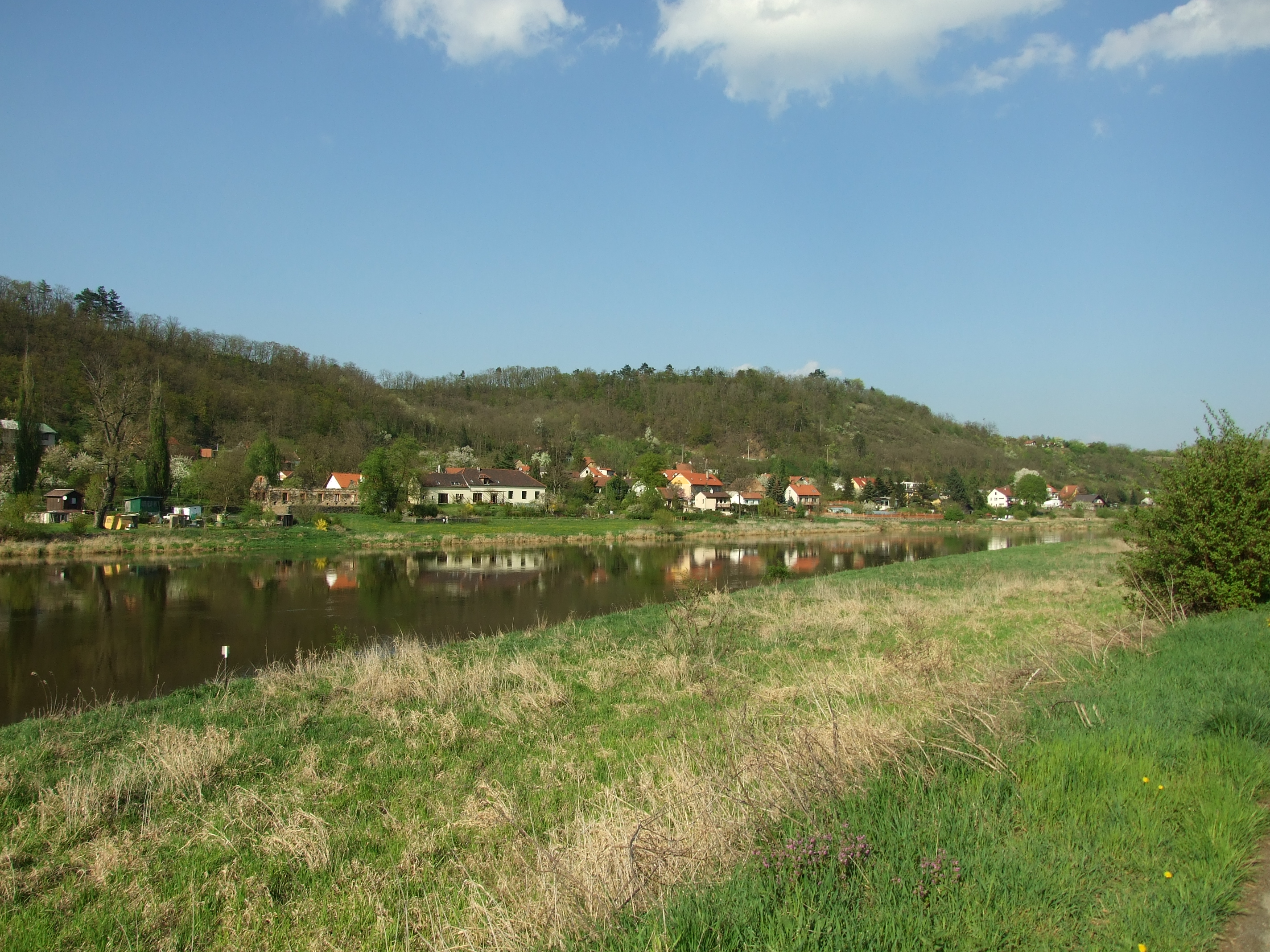
Blick von Žalov auf Husinec

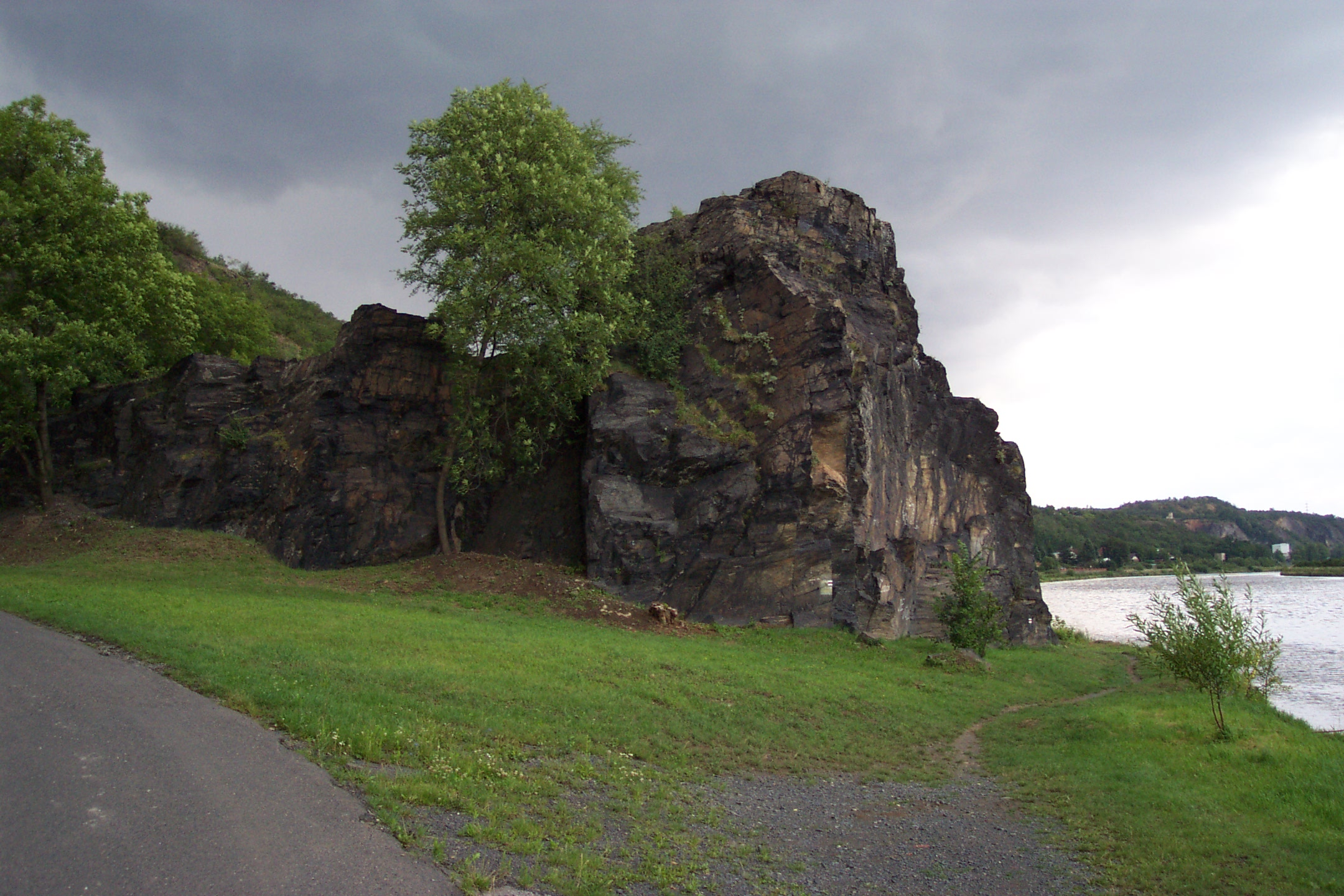
Fels Husinecká skála an der Moldau

Husinec (deutsch Husinetz) ist eine Gemeinde in Tschechien. Sie liegt elf Kilometer nördlich des Stadtzentrums von Prag und gehört zum Okres Praha-východ.

## Geographie
Husinec befindet sich an einer Flussschleife am rechten Ufer der Moldau auf der Prager Hochfläche (Pražská plošina). Das Dorf liegt im Naturpark Dolní Povltaví. Nördlich erheben sich die Červená skála und der Velký vrch (288 m), im Südwesten der Řivnáč (292 m) und der Stříbrník (311 m). Am gegenüberliegenden Moldauufer verläuft die Bahnstrecke Praha–Děčín, dahinter liegen die Burgstätte Levý Hradec und die Kirche des hl. Clemens. Östlich des Dorfes werden Steinbrüche betrieben.
Nachbarorte sind Letky, Libčice nad Vltavou, Větrušice und Na Kazatelně im Norden, Drasty, Hoštice und Klíčany im Nordosten, Klecany und Přemyšlení im Osten, Plavidlo, Klecánky und Roztoky im Südosten, Levý Hradec und Žalov im Süden, Stříbrník, Chaloupky und Úholičky im Südwesten, Řež im Westen sowie Tursko, Těšina und Chýnov im Nordwesten.

## Geschichte
Die erste schriftliche Erwähnung von Guscinec erfolgte in einer Besitzbestätigungsurkunde des Königs Ottokar I. für das Prager Benediktinerinnenkloster St. Georg von 1227, die sich jedoch als nachträgliches Falsifikat erwiesen hat. Weitere historische Namensformen waren Gusinech (1233) und Hussinecz (1403). Im Jahre 1420 verpfändete das Kloster die Güter Husinec und Levý Hradec. Danach wechselten die Besitzer häufig. Nach dem Ständeaufstand von 1547 wurden die Güter konfisziert. König Ferdinand I. überließ im Jahre 1553 die klösterlichen Güter auf der Burg Levý Hradec mit den Dörfern Husinec und Řež sowie einem Stück der Moldau seinem Sekretär Oswald von Schönfeld auf Lebenszeit. Dieser veräußerte den Besitz 1562 an Ludwig Schradin. Dessen Erben verkauften die Güter 1565 an David Borinie von Lhota, der im selben Jahre das Gut Rostok erworben hatte und diese daran anschloss. David Borinies gleichnamiger Enkel wurde nach der Schlacht am Weißen Berg wegen seiner Teilnahme am Ständeaufstand von 1618 zum Verlust eines Fünftels seines Vermögens verurteilt. Seine Güter Rostok und Lichtendorf wurden konfisziert und 1625 durch die Hofkammer an Karl I. von Liechtenstein verkauft. Die Dörfer Husinec, Řež und Žalov wurden hingegen dem Kloster St. Georg zurückgegeben, das diese mit seinen Gütern Kameyk und Statenitz verband. Im klösterlichen Urbar von 1631 wurde das Dorf als Husynecz bezeichnet. Im Theresianischen Kataster sind für Husinec vier und für Řež zwei dem Klostergut untertänige Bauern aufgeführt. Zu dieser Zeit sind in der Beschreibung des Sprengels der Kirche St. Clemens in Hradetz 30 Einwohner von Husinec und 25 von Řež aufgeführt. Nach der Aufhebung des Klosters im Rahmen der Josephinischen Reformen fiel das Gut Statenice mit Kamýk 1782 der Hofkammer zu, die es 1790 an den Obersthofmarschall Rudolf Graf von Swéerts-Sporck verkaufte. Dieser veräußerte beide Güter 1797 für 120.000 Gulden an den Leitmeritzer Bürger Franz Fügner. Nachfolgende Besitzer waren Johann Kanal Ritter von Ehrenberg, ab 1805 Johann Prokop Graf Hartmann von Klarstein und ab 1807 Joseph Löhner, dem zugleich auch das Gut Rostok mit Lichtendorf gehörte. Löhner tauschte 1821 die Dörfer Husinec, Řež und Žalow (Žalov) samt Hradetz beim Gut Rostok gegen das Dorf und den Hof Lichtendorf ein und veräußerte das Gut Statenitz im selben Jahre an Barbara Gräfin Khüenburg. Im Jahre 1839 erbte sein Sohn Ludwig Edler von Löhner das Gut Rostok und verkaufte es umgehend an den Prager Bürger Joseph Leder. Im Jahre 1843 bestand Husynetz aus elf Häusern mit 62 Einwohnern. Im Dorf gab es ein Wirtshaus und eine Mühle. Pfarrort war Groß-Kletzan. Bis zur Mitte des 19. Jahrhunderts blieb Husynetz dem Gut Rostok untertänig.
Nach der Aufhebung der Patrimonialherrschaften bildete Husinec / Husinetz ab 1850 einen Ortsteil der Gemeinde Klecany im Bezirk und Gerichtsbezirk Karolinenthal. 1919 lösten sich Husinec und Řež von Klecany los und bildeten die Gemeinde Husinec-Řež. 1927 wurde die Gemeinde dem Bezirk Praha-venkov und zwei Jahre später dem Gerichtsbezirk Praha-sever zugeordnet. Im Jahre 1932 lebten in Husinec und Řež etwa 400 Personen. 1942 wurde Husinec Teil des neu gebildeten Bezirkes Praha-venkov-sever. Ab 1949 gehörte die Gemeinde zum Okres Praha-sever; seit 1961 ist sie Teil des Okres Praha-východ. Im August 2002 verursachte ein Hochwasser der Moldau in Husinec und Řež schwere Schäden. Im Jahre 2008 wurden in der Gemeinde die Straßen benannt.
Die Mehrzahl der Gebäude einschließlich des Gemeindeamtes befinden sich im Ortsteil Řež, in dem seit 1955 das Institut für Kernphysik (Ústav jaderné fyziky) angesiedelt ist.

## Gemeindegliederung
Die Gemeinde Husinec besteht aus den Ortsteilen Husinec (Husinetz) und Řež (Resch) sowie der Ansiedlung Na Kazatelně.

## Sehenswürdigkeiten
- Kapelle des hl. Wenzel in Řež
- Felsen Husinecká skála an der Moldau
- Schlucht V močidlech an der Červená skála, der darin fließende Bach ist durch Brunnen zur Wasserversorgung von Větrušice weitgehend versiegt
- Höhle Dračí díra, in Richtung Větrušice
- Zwei Wegkreuze

## Legenden
Mit dem Hügel Na kazatelně verbinden sich örtliche Legenden, nach denen Jan Hus aus dem Dorf stammen und mit Unterstützung seiner Mutter dann in Prag studiert haben soll. Angeblich soll Hus auf dem Hügel später gepredigt haben.